# Kielchen (Adelsgeschlecht)
Kielchen, vereinzelt auch Kelchen, Kilchen, Kilkchen oder Külchen, ist der Name eines oder mehrerer baltisch-russischer Adelsgeschlechter.

## Geschichte
Namensträger traten seit dem 17. Jahrhundert im Baltikum in mehreren, bisher nicht zu einer gemeinsamen Stammlinie vereinbaren Stämmen auf. Einerseits wird eine Abstammung von einer gleichnamigen schweizerischen Familie aus Bern nicht ausgeschlossen, anderseits wird auch eine mutmaßlich irische bzw. schottische Abstammung als Glaubensflüchtlinge zur Zeit Jakobs II. postuliert.
Es ist ggf. nicht auszuschließen, dass es sich um unterschiedliche, nicht stammverwandte, sondern lediglich gleichnamige Familien handelt, die zudem auch gleichzeitig im Baltikum einschließlich St. Petersburg auftraten.
Einzelne Angehörige besaßen zeitweise ganz oder arrende die estländischen Landgüter Taifer und Tarwast sowie Borislawl im Kreis Zaraisk und Dornatschi im Kreis Dankow.
Sehr viele Söhne dienten als Offiziere in der Kaiserlich Russischen Armee.

## Angehörige
- Johann Heinrich von Kelchen (1723–1810), russischer Staatsrat, kaiserlicher Leibchirurg, Begründer des chirurgischen Instituts in St. Petersburg
- Georg von Kilchen (1738–1803), Woiwode von Zaraisk
- Georg von Kilchen (1740– nach 1789), russischer Generalmajor
- Alexander Peter von Kielchen (1797–1851), russischer Titularrat und Diplomat
- Sergei von Kielchen (1825– nach 1894), russischer General der Artillerie